# ألان شارتييه
ألان شارتييه (بالفرنسية: Alain Chartier)‏ شاعر ودبلوماسي ومتحدث وسياسي فرنسي، وُلد بين (1390-1385) في بايو وتوفي سنة 1430. كتب باللغتين الفرنسية واللاتينية حتي لقب بسنكا الفرنسي « Sénèque de la France »

## حياته
وُلد شارتييه في أسرة برجوازية غنية ذات صيت في بايو، في منزل يقع حاليًا عند تقاطع شارع سان مالو وشارع رويال. كان هو الأخ الأكبر لكل من جوليوم شارتييه، راهب في باريس، وتوماس شارتييه والذي كان يعمل أيضًا كاتب عدل وسكرتير لشارل السابع.
درس في جامعة باريس، حيث حصل على البكالوريوس في الأدب. ذاع صيته بين عامي 1412 و1416 عن طريق شعره الفرنسي وخاصة كتابه الاربع سيدات ، الذي كتبه عام 1416 بعد معركة أجينكور. في البداية، كان يخدم عند يولاند من أراغون ومن ثم التحق بخدمة دوفين شارل السابع بداية من عام 1417 وهرب معه من باريس بعد استيلاء البورغونديين على العاصمة في التاسع والعشرون من مايو 1418. وانضم بعدها لمنزل الدوفين في بورجيز. ويصف ألان نفسه كحاجب جلالة ملكنا وسيدي المبجل الوصي على العرش.
وفي خطاب إلى جامعة باريس وصف فيه لوالدته الوضع المزري للمملكة، ويحضها على أن تكون وفيه للسلاسة الشرعية. ربما كان مكتوبًا في بداية عام 1419، وعلى أي حال قبل اغتيال الدوق جان الجسور في 10 سبتمبر 1419. وعينه الراهب جيرار دي مونتيجو كراهب في كاتدرائية باريس، ولكن برتبة فخرية، لأن المطران جيرار قد فر هاربا من العاصمة. ألف كتاباته المسماة Ad detestationem belli Gallici وsuasionem pacis في 1423 عقب حصول الدوفين شارل السابع لقب الملك بعد وفاه والده، لهجة الكتاب متفائله، حيث يعطي المتحدث المشورة للأمراء في السلطة (وخاصة للدوق بورجوني بعد عوده العلاقات معه) ولجميع الفرنسيين. وتبع هذا العمل بعض الكتابات لاربعين بيتا من الشعر باللغة اللاتينية (وهي الوحيدة التي نظمها بهذه اللغة وباقي أعماله اللاتينية في النثر). وفي عام 1423، استأنف إنتاجه في الشعر الفرنسي.
شارك في العديد من البعثات التي أرسلها شارل السابع لاستعادة وضعه ضد الإنجليز في بودابست مع كل من الإمبراطور سيغيسموند (ديسمبر 1424، مع أرتود دي غراندفال، رئيس دير سانت أنطوان في داوفين، وغيوم ساجينت)، وفي روما والبندقيه وفي بروج من أجل التفاوض مع دوق بورغوندي وفي بيرث في اسكتلندا (1428) لإحياء التحالف بين المملكتين ضد إنجلترا وطلب يد الأميرة مارغريت (لويس الخامس عشر فيما بعد) للدوفين.
ويُحتفظ بأربع خطابات بلاتينية، عن مهامه الدبلوماسية (خطابان عن مهمه ألمانيا، خطبه للهوسيين"الثائرين ضد سيغموند"، وخطاب إلي ملك اسكتلندا) موهوبا بالمنفعة الكنسية.

## أعماله

### باللغة اللاتينية
- Discours au roi (Charles VI) sur les libertés de l'Église (1412)
- Epistula ad fratrem suum juvenem
- Francigenæ magni, gens fortis et inclita bello
- Lettre à l'Université de Paris (probably around 1419)
- Premier discours de la mission d'Allemagne
- Second discours de la mission d'Allemagne
- Discours au roi d'Écosse (1428)
- Persuasio ad Pragenses de fide deviantes
- Ad detestationem belli Gallici et suasionem pacis (1423)
- Dialogus familiaris Amici et Sodalis super deplorationem Gallicæ calamitatis(approximately 1427)
- Invectiva ad ingratum amicum
- Invectiva ad invidum et detractorem
- Tractatus de vita curiali
- Lettre sur Jeanne d'Arc (1429)

### باللغة الفرنسية
- Le Débat des deux fortunés d'amour (Le Débat du gras et du maigre, approximately 1412/1414
- Le lay de plaisance (approximately 1412/1414
- Le Débat du bien et du mal d'amours
- Le Livre des quatre dames) 1416)
- Le Quadrilogue invectif (Livre des trois estaz nommé Quadrilogue, 1422)
- Le Bréviaire des nobles (approximately between 1422 and 1426)
- Le Débat de réveille matin de deux amoureux 1423)
- La Belle Dame sans mercy) 1424)
- La Complainte contre la mort de sa dame 1424)
- Le Lay de paix adressé au duc de Bourgogne (approximately between 1424 and 1426)
- Le lay de complainte pour les guerres
- Le Débat du hérault, du vassault et du villain (or Le Débat patriotique, between 1422 and 1425)
- L'excusacion de maistre Alain envers les dames (or La response a la belle dame sans mercy) 1425)
- Le Livre de l'Espérance (or Consolation des trois vertus) 1429).